# Flakey Bit
Ein Flakey Bit (deutsch: flatterhaftes, unbeständiges Bit), auch bekannt als fuzzy bit oder weak bit, wird in der Informationstechnik eine binäre Speicherzelle genannt, die aufgrund einer Medieneigenschaft, Zugriffstechnik oder Codierung keinen eindeutigen digitalen Zustand besitzt.
Dies kann sich bei mehrfachen Lesezugriffen als statistische Verteilung der beiden möglichen Zustände 0 oder 1 darstellen.

## Erklärung und Anwendung
Ein Flakey-Bit kann eine ungewollte Eigenschaft sein, z. B. als Folge eines mangelhaften Mediums (Materialfehler) oder Lesegeräts, aber auch eine gewollte, bewusst erzeugte Eigenschaft sein. Beispielsweise in den 1980ern und 1990ern wurden bei magnetischen Medien wie Disketten  solche Bits bewusst durch mangelhaftes Formatieren erzeugt, um dann als Kopierschutzmechanismus zu dienen. Ein Beispiel hierfür ist das Computerspiel Dungeon Master, bei dem Inkonsistenz bei mehrfachen Lesezugriffen auf ein solches Bit beim Betrieb der Software geprüft wurde und Voraussetzung für den Betrieb war. Da übliche Diskettenlaufwerke solche Bits nicht erzeugen können, war das ein effektiver Mechanismus zur Verhinderung von illegalen digitalen Kopien. Da Hardware zur Generierung solcher Bits sehr teuer war, war einer der wenigen möglichen Ansätze zur Umgehung eines solchen Schutzes die Deaktivierung der Prüfroutine in der Software.